# Molly Zane
Mary Margaret 'Molly' Zane es un ángel caído de la saga Oscuros escrita por la escritora estadounidense Lauren Kate y publicado el 8 de diciembre del 2009. Ella al igual que los demás jóvenes de la saga fueron creados por el Trono (Dios) para rendir adoración hacia él en el Cielo.
Molly será interpretada en la película de Oscuros por Sianoa Smit-McPhee.
Ella perteneció al lado de Lucifer. En el principio Luce y ella no congeniaron muy bien, ambas tuvieron enfrentamientos fuertes que Luce puedo evitar, en algunas ocasiones.

## Biografía
En la historia Molly hace muy pocas apariciones y tampoco se narra específicamente sobre su vida o sus vidas pasadas, su mayor participación es en Oscuros, en El poder de las sombras y en La primera maldición, en estas dos últimas solo tiene pequeñas apariciones.
En Oscuros Molly muestra un temperamento hostil y agresivo hacia Luce, no se sabe a qué se debe, pero se dice que Molly quiere a Daniel, para unirlo al lado de Lucifer y poder inclinar la balanza hacia su favor, y Luce es su distracción, Molly siempre trata de advertirle a Luce que se aleje de Daniel, con malas intenciones o a veces confundiendo-la, en sus comentarios siempre están las palabras que siembran una duda en Luce y nunca alcanza a comprender de que tratan sus comentarios, ella siempre le da pistas o indirectas a Luce, sobre su pasado, es la única de los ángeles caídos que trata siempre de que Luce averigüe lo que en realidad es.
Después de un altercado en la cafetería del reformatorio, donde Molly le vuelca un pastel de carne en su cabeza, rápidamente se convierte en su nemesis, después Arriane (Quien se encontraba con Luce) la enfrenta y se pelean, lo que lleva a Arriane a darle un puñetazo en el ojo, lo que hace que las tres queden castigadas.
Al término de Oscuros no se sabe qué fue lo que pasó con Molly.
En El poder de las sombras Molly hace una aparición a finales del libro, donde Luce empieza a ver a Molly un poco más cambiada, pero coacervando su esencia de chica mala, en La trampa del amor, Molly se hace pasar por Luce en su recámara (Una vez que ella llegara del pasado), para que sus padres no se dieran cuenta que no estaba, Luce noto cierta solidaridad en Molly algo que estaba empezando a notar, en La primera maldición Molly aparece un poco más que en el segundón y tercer libro; en este último marca el destino de este demonio, en uno de los actos más nobles que jamás Luce pensaría que Molly hiciera, ella junto con Gabby se sacrifican para salvar a Luce y Cam, de unas Flechas Estelares arrojadas por la Señorita Sophia, ambas mueren, haciendo el polvo de ángel y desapareciendo ante los ojos de Luce. 
Las flechas estelares son armas mortales para los ángeles, ya que es la única arma que los puede matar, después del sacrificio de Molly y Gabbe, Luce queda devastada, es bien sabido que cuando un ángel muere no hay cielo para él.

## Apariencia
Ella es descrita como un "duende enojado" usa pírsines en la cara y su cabello es corto y rubio platino. También se describe con ojos azules, fríos y casi siempre aparece con el ceño fruncido. Su cabello se vuelve más tarde rosa.

## Personalidad
Molly tiene un carácter muy temperamental, a principios de Oscuros ella tiende hacer muy hostil con Luce; ella no se le relaciona con nadie, ni en amistad o romanticamente, con el paso de la historia el carácter de Molly empieza a suavizarse con respecto a como debe tratar a Luce, a pesar de que Cam y Roland están del mismo lado con Molly, ellos no se llevan o no se les ve con ella, incluso en La primera maldición hay un cierto rose entre ella y Cam cuando hacen equipos, le gustaba escuchar heavy metal.